# Claudio Besozzi
 (mai 2025).
Motif : Où sont les sources secondaires, centrées et indépendantes qui montrent que les critères d'admissibilité sont atteints ?
- Archive Wikiwix
- Bing
- Cairn
- DuckDuckGo
- E. Universalis
- Gallica
- Google
- G. Books
- G. News
- G. Scholar
- Persée
- Qwant
- (zh) Baidu
- (ru) Yandex
- (wd) trouver des œuvres sur Wikidata

| 1. | Préciser le motif de la pose du bandeau. | Précisez le motif de la pose du bandeau en utilisant la syntaxe suivante : {{admissibilité à vérifier\|date=juillet 2025\|motif=remplacez ce texte par le motif}}                    |
| 2. | Informer les utilisateurs concernés.     | Pensez à avertir le créateur de l'article, par exemple, en insérant le code ci-dessous sur sa page de discussion : {{subst:avertissement admissibilité à vérifier\|Claudio Besozzi}} |

 (mai 2025).
Claudio Besozzi, né en 1942 à Zurich, est un sociologue suisse-canadien. Il s’est illustré par ses contributions dans les domaines de la sociologie du droit, de la criminologie et de l’analyse qualitative en sciences sociales.

## Biographie
Claudio Besozzi a étudié la sociologie, la philosophie et la psychologie sociale aux universités de Cologne et de Lausanne. Élève du sociologue René König et du philosophe Hans Albert, il s’est spécialisé dans la sociologie de la déviance et les méthodes de recherche.
En tant qu’assistant auprès de l’Institut de psychologie sociale de l’université de Cologne, il réalise une recherche sur le suicide en milieu étudiant. Après son retour en Suisse en 1971, il travaille à l’Université de Lausanne et dirige une recherche sur la consommation de drogues chez les jeunes pour le Service de la recherche sociologique à Genève. Nommé chef de la section « Statistique de la criminalité » à l’Office fédéral de la statistique à Berne en 1980, il contribue à la mise en place d’une banque de données sur l’exécution des peines privatives de liberté en Suisse. On lui doit aussi la réalisation d’un projet de recherche sur la récidive pénitentiaire, en collaboration avec l’Office fédéral de la justice.
En 1992 il s’établit au Canada, où il poursuit ses recherches sur la récidive en tant que chef de projet au Service correctionnel du Canada à Ottawa. Entre 1994 et 2002 il porte à terme trois projets de recherche sur la criminalité organisée dans le cadre du Programme national de recherche PNR 40 financés par le Fonds national suisse pour la recherche scientifique, ainsi qu’une étude sur les problèmes de la recherche qualitative en sciences sociales.
Par la suite, il est chef de projet au Centre international pour la prévention de la criminalité à Montréal, où il travaille à la création d’un Observatoire de la prévention et de la sécurité dans les milieux de vie. Il collabore également comme consultant scientifique avec l’Institut national de la prévention du crime à Ottawa.
De 2006 à 2022, il est chargé de cours à la School of Criminology, International Criminal Law and Psychology of Law (SCIP) de l’université de Berne. Parallèlement, il mène une recherche sur les représentations de la prison dans la littérature, une étude mettant en valeur les œuvres littéraires comme source de connaissance sur le sens de la liberté et de l’enfermement.
En 2011, la faculté de droit de l’université de Berne lui décerne un doctorat honorifique pour ses contributions originales à la recherche interdisciplinaire dans les domaines de la sociologie du droit et de la criminologie.
Depuis 2014, il vit à Bellinzone avec son épouse, l’artiste visuel Monique Pilon.

## Publications
- « Methodologische Probleme der Index-Bildung », dans: Testen und messen, Techniken der empirischen Sozialforschung, Bd. 5 (Hrsg. J. Van Koolwijk und M. Wieken-Mayser), Munich/Vienne, Oldenburg Verlag, 1975  (avec Helmut Zehnpfennig)
- Teoria della misura e indicatori sociali. Elementi di un’analisi metodologica, Turin, Annali della Fondazione Einaudi, 1973, p. 63-125
- « L'interprétation sociale de la déviance juvénile dans la vie quotidienne », Revue suisse de sociologie, 1976, n° 1, pp. 63-91.
- Rückfall nach Strafvollzug. Ergebnisse einer quantitativen Untersuchung, dans: K.-L.Kunz (Hrsg.), Die Zukunft der Freiheitsstrafe, p. 115-141, Berne, Haupt, 1989
- La logique de la continuité. Remarques sur une sociologie de la récidive, dans: M.Killias (Hrsg.), Récidive et Réintégration, pp. 11-34, Chur, Gruesch- Verlag, 1993
- Organisierte Kriminalität und empirische Forschung, Zurich/Chur, Rüegger, 1997
- « Die Profite illegaler Unternehmer. Anmerkungen zu einer modernen Gefahr », dans: S. Bauhofer (Hrsg.), Wirtschaftskriminalität, Chur/Zurich, Rüegger, 1999
- Wohin mit der Beute? Eine Untersuchung zur Inszenierung illegalen Unternehmertums, Berne, Haupt, 2001
- Marchés illégaux. Origines, structures, conséquences, Berne, Haupt, 2001
- Organisierte Kriminalität, dans: M. Pieth et al., Gewalt im Alltag und organisierte Kriminalität. Die Ergebnisse eines Forschungsprogramms, pp. 71-150, Berne, Haupt, 2002
- Reflexivität und qualitative Forschung: eine verpasste Chance? dans : K.-L- Kunz und C. Besozzi (Hrsg.), Soziale Reflexivität und qualitative Methodik, Berne, Haupt, 2003
- « Organized Crime in Switzerland: Country Report », dans: C. Fijnaut et L. Paoli (Eds.), Organized Crime in Europe, Dordrecht, Springer, 2004
- Poetiken des Verbrechens. Zur Beziehung zwischen Kriminologie und Kriminalpolitik, dans: A. Pilgram et C. Prittwitz (Hrsg.), Die Kriminologie als Akteur und Kritik sozialer Entwicklungen, Baden-Baden, Nomos-Verlag, 2004
- Die Sekulärisierung des Schicksals. Zur sozialen Bedeutung der biogenetischen Theorien der Kriminalität, dans: Lorenz Bollinger (Hrsg.), Gefährliche Menschenbilder. Biowissenschaften, Gesellschaft und Kriminalität, Baden-Baden, Nomos-Verlag, 2010
- Les Prisons des écrivains. Littérature et enfermement aux XIXe et XXe siècles, Vevey, Éditions de l’Aire, 2015